# Kathryn Ish
Kathryn Ish (San Jose (California), 18 de febrero de 1936 – Santa Barbara (California), 31 de diciembre de 2007) fue una actriz de doblaje, cine, televisión y teatro estadounidense. Fue un miembro fundador del The Committee, un grupo de comedia dedicado a la improvisación y la sátira política. Entre sus trabajos, destaca su papel en Laverne & Shirley.
Estuvo influenciada por su profesor de arte dramático del instituto, que había sido actor de vaudeville. The Santa Barbara Independent describió a Ish como una "virtuosa del doblaje" y una "imitación vocal con tono perfecto".
Ish y su marido, el actor Richard Stahl, se conocieron en Nueva York en 1959. Ambos trabajaron en el off Broadway en ese tiempo. Se casaron en 1959. Junto a Ish y Stahl trabajaron en nightclubs y cabarets  en la década de los 60. La pareja se trasladó a San Francisco. Mientras vivían allí, Ish fue miembro fundador de The Committee, con la que actuó en la década de los 60 y 70.
A mediados de los 60, Ish participó como panelista habitual en un programa de concursos de ABC TV en el Área de la Bahía, moderado por Jim Lange, llamado "¡Oh My Word!". Ella y sus compañeros panelistas (Merla Zellerbach, Scott Beach y Paul Speegle) ofrecieron definiciones de palabras desconocidas a los concursantes, quienes debían adivinar el significado para ganar.
Ish apareció en más de cien películas y obras para televisión durante su carrera, incluidos WKRP in Cincinnati, Laverne & Shirley, The Love Boat y The American President (1995). Además, trabajó como actriz de doblaje en más de 75 películas y programas de televisión. De hecho, sus gritos de horror estuvieron presentes en el éxito de 1975, Jaws.
Ish y Richard Stahl se trasladaron a Santa Barbara (California) en 1975. Trabajó como actriz y profesora de canto en el Santa Barbara City College en sus últimos años.
Ish murió a causa de un cáncer el 31 de diciembre de 2007, en su casa de Santa Barbara, California.